# باشکیرین
| پرمین                                                       | سیسورالین  | آسلین     | → پس از آن  |
| کربنیفر                                                     | پنسیلوانین | گژلین     | ۲۹۸٫۹–۳۰۳٫۷ |
| کربنیفر                                                     | پنسیلوانین | کازیمووین | ۳۰۳٫۷–۳۰۷٫۰ |
| کربنیفر                                                     | پنسیلوانین | مسکوین    | ۳۰۷٫۰–۳۱۵٫۲ |
| کربنیفر                                                     | پنسیلوانین | باشکیرین  | ۳۱۵٫۲–۳۲۳٫۲ |
| کربنیفر                                                     | میسیسیپین  | سرپوخووین | ۳۲۳٫۲–۳۳۰٫۹ |
| کربنیفر                                                     | میسیسیپین  | ویزین     | ۳۳۰٫۹–۳۴۶٫۷ |
| کربنیفر                                                     | میسیسیپین  | تورنزین   | ۳۴۶٫۷–۳۵۸٫۹ |
| دوونین                                                      | پسین       | فامنین    | → پیش از آن |
| بخش‌بندی‌های دوره کربنیفر بر پایه کمیسیون بین‌المللی چینه‌شناسی |            |           |             |

باشکیرین (انگلیسی: Bashkirian) در مقیاس زمانی زمین‌شناسی کمیسیون بین‌المللی چینه‌شناسی اشکوب زیرین یا قدیمی‌ترین عصر از ردیف پنسیلوانین است که جدیدترین زیرسامانه از دوره کربنیفر به‌شمار می‌رود. باشکیرین در ستون چینه‌شناسی پس از اشکوب سرپوخوین و پیش از مسکوین جای می‌گیرد. اشکوب باشکیرین از حدود ۳۲۳٫۲ میلیون سال پیش آغاز شده و تا ۳۱۵٫۲ میلیون سال پیش ادامه یافت.

## نام‌گذاری
نام این اشکوب از نام روسی جمهوری باشقیرستان در جنوب رشته‌کوه اورال در کشور روسیه گرفته شده است. این نام توسط سوفیا سمیخاتوا چینه‌شناس روسی در سال ۱۹۳۴ معرفی شد.